# Ochotniczy Batalion Bersalierów „Benito Mussolini”
Ochotniczy Batalion Bersalierów „Benito Mussolini” (wł. Battaglione bersaglieri volontari "Benito Mussolini") – jednostka wojskowa Sił Zbrojnych RSI podczas II wojny światowej
Batalion został sformowany z inicjatywy ppłk. Vittorio Facchiniego pod koniec września 1943 w Weronie. W jego skład weszli żołnierze z elitarnych jednostek wojskowych armii włoskiej, w tym w części z ośrodka szkoleniowego w Weronie. Oddział nazwano na cześć przywódcy Włoskiej Republiki Socjalnej (RSI) Benito Mussoliniego. Początkowo w niektórych dokumentach występował jako Ochotniczy Batalion Waffen-SS. Batalion wszedł wraz z Batalionem Goffredo Mameli i Batalionem Enrico Toti w skład Ochotniczego Pułku Bersalierów „Luciano Manara”, choć faktycznie działał samodzielnie. W połowie października 1943 batalion wysłano nad rzekę Isonzo i Baccia. Ochraniał tam linię kolejową Gorycja-Piedicolle. Na przełomie 1943/1944 zasilili go rekruci. Do połowy 1944 prowadził stałe walki z partyzantami. Następnie walczył z jugosłowiańskimi oddziałami IX Korpusu Partyzanckiego. W tym czasie batalion dzielił się na trzy kompanie bersalierów, dwie kompanie moździerzy, baterię artylerii polowej (6 dział) i baterię artylerii przeciwpancernej (6 działek ppanc.). Liczył ok. 750 ludzi. Poddał się 29 kwietnia 1945.